# Mitsubishi Savrin
Der Mitsubishi Savrin ist ein Van, den Mitsubishi Motors in Taiwan produziert und vertreibt. Die erste von 2001 bis 2004 gebaute Generation war ein lokal montierter Mitsubishi Chariot Grandis. Die seit 2004 angebotene zweite Generation basiert auf einer überarbeiteten Plattform des Mitsubishi Grandis mit eigenständigem Design. Die Mitsubishi I4 1997 cm³ und 2378 cm³ MIVEC (mit variabler Ventileinstellung) Direkteinspritzer Benzinmotoren übertragen ihre Kraft mittels 4-Stufen Halbautomatikgetriebe.